# Alaiza
Alaiza (en euskera y oficialmente Alaitza) es un concejo del municipio de Iruraiz-Gauna, en la provincia de Álava, País Vasco (España). 

## Despoblado
Forma parte del concejo una fracción del despoblado de:
- Abitona (actualmente Abituana).[1][2]

## Toponimia
Estamos ante un antiguo nombre común oronímico relacionado seguramente con la antigua palabra en euskera haitz (peña), un antiguo apelativo que ya no se emplea, pero que ha dejado su rastro en la toponimia.En 1257 encontramos por primera vez documentada a la población con el nombre de Halayça.

## Geografía física
Alaiza está situada a una altitud de 650 m. en una hondonada en la ladera norte de los montes de Iturrieta, muy cerca de donde discurrió la vía romana de Astorga a Burdeos.

### Ubicación
|                | Norte: Langarica |                |
| Oeste: Guereñu |                  | Este: Eguileor |
|                | Sur: Onraita     |                |

## Historia
Hacia mediados del siglo XIX, el lugar, por entonces perteneciente a Iruraiz, tenía contabilizada una población de noventa habitantes. Aparece descrito en el primer volumen del Diccionario geográfico-estadístico-histórico de España y sus posesiones de Ultramar de Pascual Madoz con las siguientes palabras:

ALAIZA: l. en la prov. de Alava (4 leg. á Vitoria), dióc. de Calahorra (14), vicaría y part. jud. de Salvatierra (1/2), de la hermandad y ayunt. de Iruraiz (3/4): sit. en una hoyada á la falda N. de la sierra que separa este part. de la Rioja alavesa: el clima húmedo, pero sano: tiene 20 casas medianamente cómodas y una escuela de primeras letras, á la que concurren 12 niños; está dotada con 225 rs. pagados por retribuciones y auxilio del conc. La igl. parr. (Sta Maria, ó Asuncion de Ntra. Sra.), es matriz de la de Luzcando, y servida por un cura propio que nombra el diocesano. Su térm. confina por N. con Salvatierra, por E. con Onraita (1 leg.), por S. Langarica (1/4), y por O. con Equilior (1/2): le bañan dos arroyos que bajan de la sierra inmediata y se dirigen al molino de Gaceo, en cuyo tránsito se encuentran dos puentes de piedra: de estos dos arroyos toma origen el r. Zadorra. Hay una fuente de escelente agua y el terreno en lo general es cenagoso. Los caminos de travesia á los pueblos de sus confines, son medianos en verano y penosos en invierno: el correo se recibe en Salvatierra el domingo, mártes y viérnes, en cuyos dias sale para Vitoria. Prod. trigo, avena, cebada, yero, rica, lenteja, habas, maiz, patatas, mijo y otros frutos: cria ganado vacuno, caballar y de cerda; hay caza de codornices, liebres, perdices, vecadas, y paso de palomas: ind.: la agrícola, y un molino que solo trabaja en el invierno: pobl. 17 vec.: 90 alm.: contr. (V. Alava.)
(Madoz, 1845, p. 180)

En la actualidad, pertenece al municipio de Iruraiz-Gauna. En 2023, tenía empadronados 65 habitantes.

## Demografía
| Gráfica de evolución demográfica de Alaiza entre 2000 y 2023 |
|                                                              |
| Población de derecho según los censos de población del INE.  |

## Cultura

### Patrimonio material

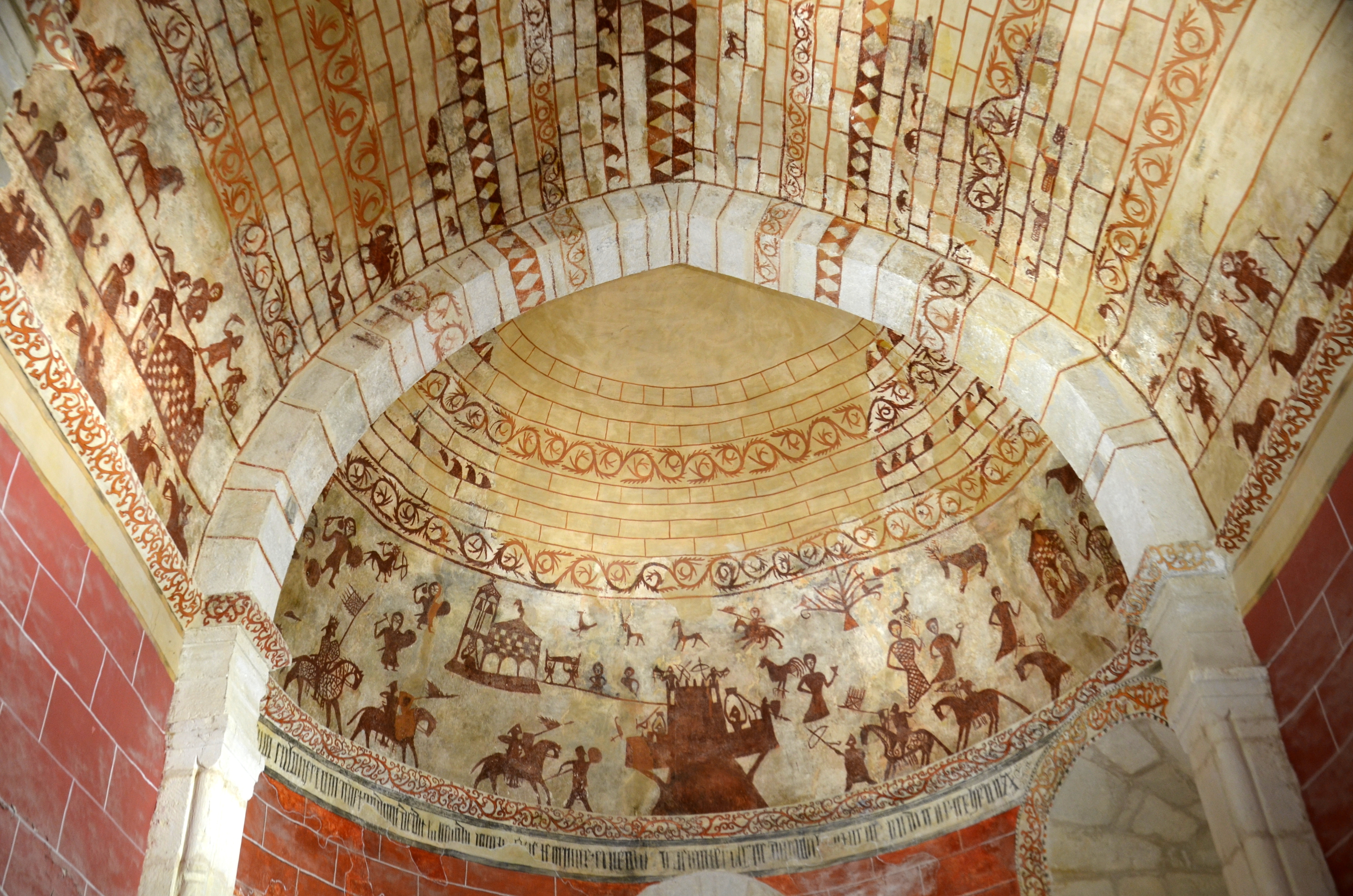
Pinturas murales en el interior de la Iglesia de la Asunción

- Pinturas murales en el interior de la Iglesia de la AsunciónLa Iglesia de la Asunción[9]es de estilo románico tardío, del siglo XIII. El edificio está considerado como inmueble de categoría especial afecto al Camino de Santiago a su paso por el País Vasco, que fue declarado en 2012 bien cultural calificado con la categoría de Conjunto Monumental.[10][11]Las dos portadas que dan acceso al templo se construirían entre los siglos XII y XIII. Tiene dos naves con cabecera semicircular. Su interior está decorado con unas importantísimas pinturas murales en tonos rojos similares a las de otros pueblos como Obécuri, Añua o Arbulo.[12]El retablo que se encuentra actualmente en la nave lateral, de finales del siglo XVII, estuvo inicialmente ubicado en la cabecera de la iglesia, ocultando parte de las pinturas. El conjunto mural fue realizado en al menos dos momentos diferentes: Desde la línea de imposta que recorre ábside y presbiterio hacia arriba se hallan las pinturas más antiguas, del siglo XII. De esta línea hacia abajo, se desarrolla la segunda etapa pictórica que se puede fechar entre los siglos XIV y XV.[4]

- Fuente vieja-abrevadero-lavadero.[13]